# Éditions Denoël
Uitgeverij Denoël, volledige naam Éditions Denoël, is een in 1930 opgerichte Franse uitgeverij, gevestigd in Parijs. Het bedrijf werd in 1951 overgenomen door Éditions Gallimard, dat weer onderdeel is van de Groupe Madrigall, het op twee na grootste uitgeversconcern in Frankrijk. Denoël publiceert voornamelijk fictie, non-fictie en stripboeken. In de periode tussen de twee wereldoorlogen publiceerde het enkele van de belangrijkste Franse auteurs, waaronder Louis-Ferdinand Céline, Louis Aragon en Antonin Artaud.

## Geschiedenis
Het bedrijf werd opgericht op 10 april 1930 door de Franse uitgever van Belgische origine Robert Denoël (1902-1945) en zijn vriend Bernard Steele (1902-1979). Het bedrijf heette aanvankelijk Éditions Denoël et Steele, later werd dat  Éditions Denoël. Het eerste grote succes kwam in 1932 met Célines Voyage au bout de la nuit. Andere vroege successen waren Les Cloches de Bâle (1934) van Louis Aragon, Héliogabale ou l'anarchiste couronné (1934) van Antonin Artaud en Mort à crédit (1936) van Céline.
De uitgeverij vervulde voor en tijdens de Tweede Wereldoorlog een dubieuze, dubbele rol. Zo publiceerde het bijvoorbeeld tot mei 1940 zowel een anti-Duits politiek tijdschrift als de antisemitische pamfletten van Céline en Rebatet. Bernard Steele verliet het bedrijf in 1936 vanwege de publicatie van Céline's pamflet Mea culpa. Robert Denoël was openlijk bewonderaar van nazi-Duitsland. Tijdens de oorlog ontving de uitgeverij kapitaal van de Duitsers en publiceerde pro-nazi- en antisemitische boeken, waaronder toespraken van Hitler, een nieuwe editie van Célines Bagatelles pour un massacre (1937) en Rebatets Les Déscombres. In diezelfde jaren adverteerden ze echter ook met bekende linkse auteurs en publiceerden ze de werken van de Joodse auteur Elsa Triolet.
Denoël werd op 2 december 1945 vermoord terwijl hij een wiel van zijn auto verwisselde. De omstandigheden rond zijn dood waren mysterieus; mogelijk werd hij om politieke redenen vermoord. Na zijn dood werd Denoëls minnares, Jeanne Loviton, juridisch eigenaar van het bedrijf. In 1951 verkocht ze een belang van 90% aan Gaston Gallimard, Denoëls aartsvijand en rivaal in de uitgeverswereld.
Tot de bekendste auteurs die door Éditions Denoël worden uitgegeven, behoren Sébastien Japrisot, Jack Kerouac, Norman Mailer, Ray Bradbury, Philip K. Dick, Michael Moorcock, Arto Paasilinna, Mark Z. Danielewski, Eve Ensler, Chuck Palahniuk, Sarah Waters, Viktor Pelevin en Mircea Cartarescu. Van 2006 tot 2008 publiceerde de toenmalige hoofdredacteur Olivier Rubinstein het literaire tijdschrift Le Meilleur des mondes.
Enkele (vroege) uitgaven van Éditions Denoël (et Steele)

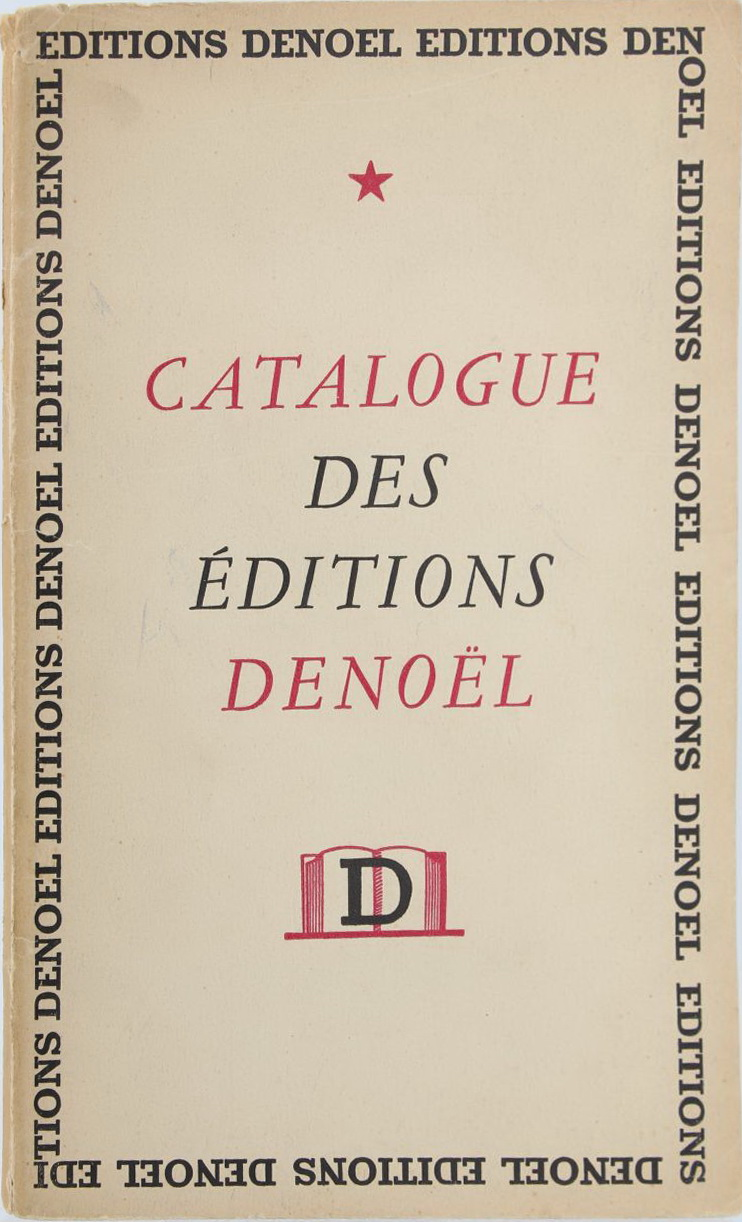
Catalogus (ca. 1937)
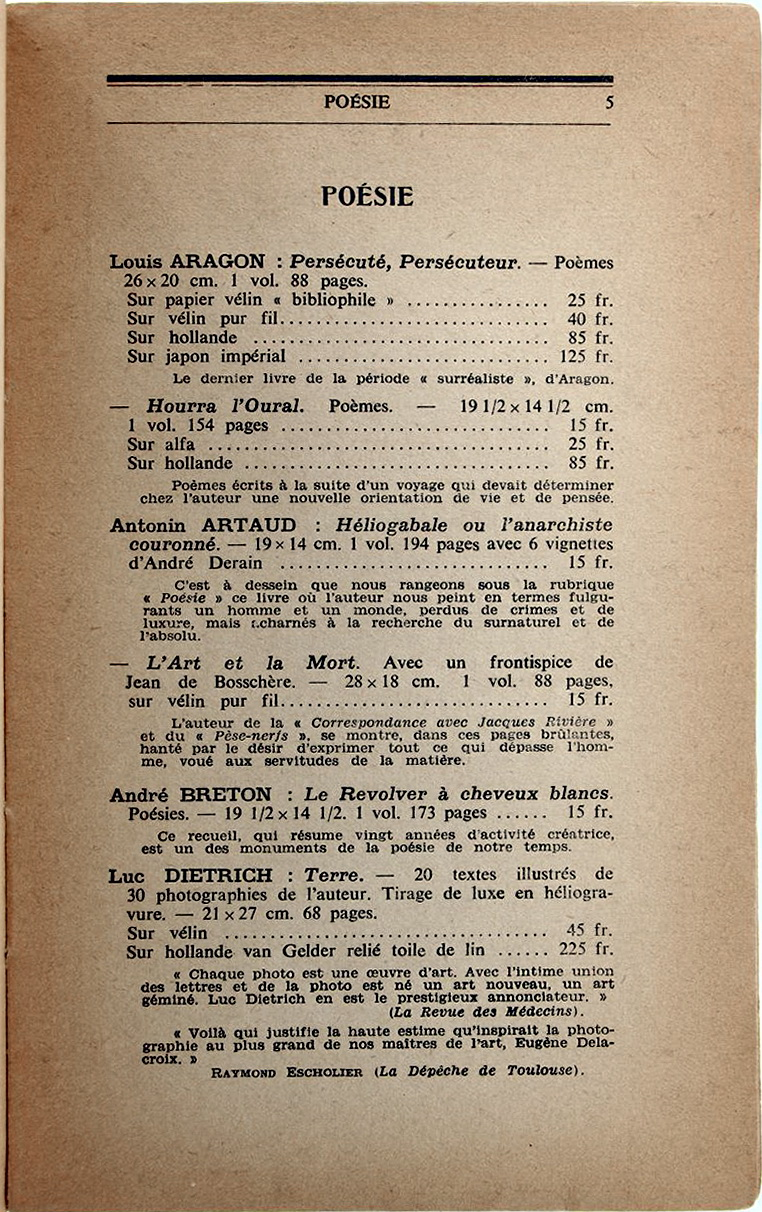
Catalogus (ca. 1937)
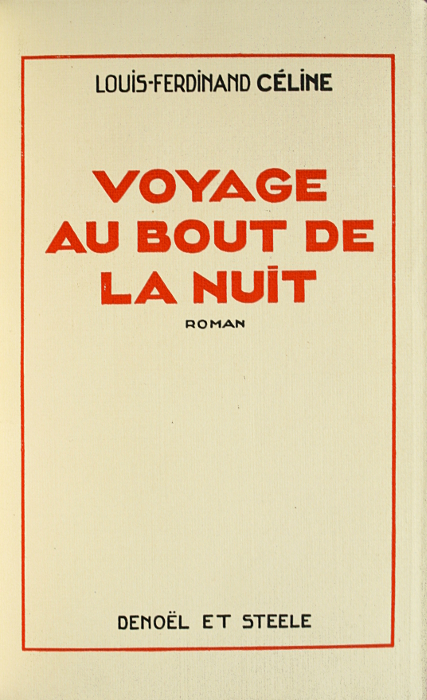
Voyage au bout de la nuit (1932)
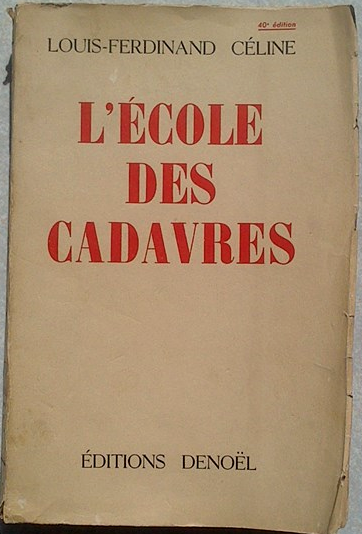
L'École des cadavres (1938)
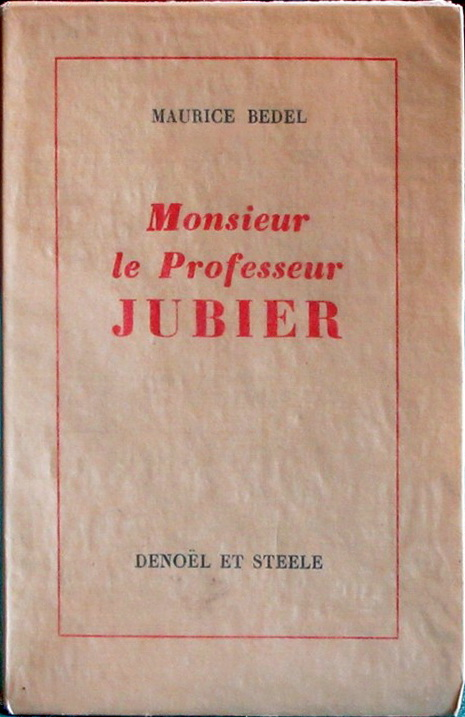
Monsieur le Professeur Jubier (1936)
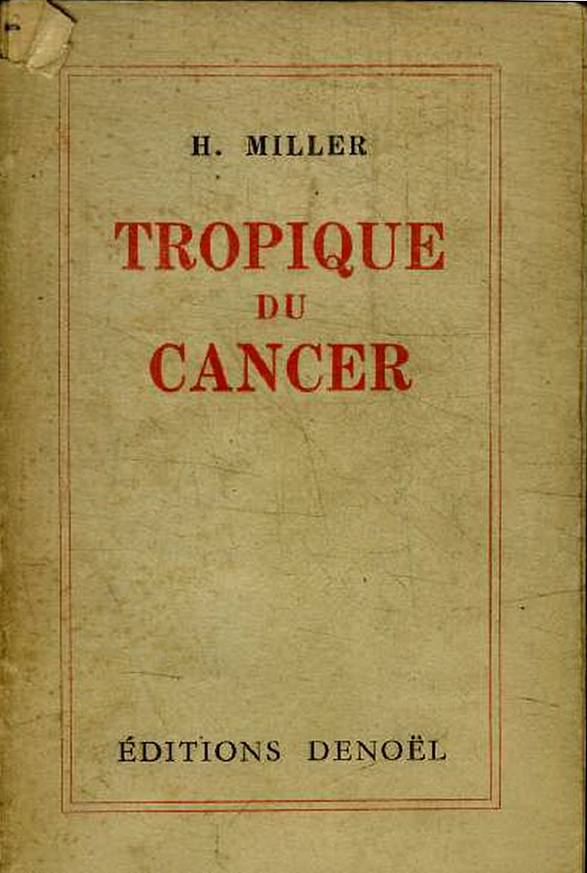
Tropique du cancer (1945)

## Boekenreeksen
- Présence du futur: reeks van ruim zeshonderd sciencefictionboeken (1954-2000), aanvankelijk in klassiek formaat, later alleen in pocketformaat uitgegeven, tot 1976 onder redactie van de Belg Robert Kanters.
- Présence du fantastique: reeks van 64 titels (1989-1998), gewijd aan fantasyboeken in pocketformaat, geredigeerd door Jacques Chambon..
- Présences: reeks van 45 titels (1991-1998), gewijd aan werken die verband houden met sciencefiction, in een traditioneel formaat, evenals bovengenoemde reeks geredigeerd door Jacques Chambon.
- Lunes d'encre: in 1999 begonnen reeks van fantasy, science-fiction en aanverwante genres, geredigeerd door Gilles Dumay. Medio 2024 waren binnen deze reeks 214 titels verschenen.
- Denoël Graphic: in 2003 begonnen reeks, gewijd aan beeldverhalen en tussenvormen tussen romans en stripverhalen, geredigeerd door Jean-Luc Fromental. Medio 2024 waren binnen deze reeks 68 titels verschenen.

- Nationale Bibliotheek van Tsjechië: xx0324073